# Cupa mondială de escaladă
Cupa Mondială de escaladă este un circuit internațional de competiții de escaladă organizat anual de International Federation of Sport Climbing (IFSC). Sportivii concurează la trei discipline: lead (dificultate), boulder și speed (viteză). Locul competițiilor și numărul acestora variază de la an la an. Prima Cupă Mondială a avut loc în 1989 și a inclus doar evenimente de dificultate. Cățăratul în viteză a fost introdus în 1998 și boulderingul în 1999. Timp de 18 sezoane, din 1989 până în 2006, Cupa Mondială s-a desășurat sub auspiciile UIAA și numite Cupa Mondială de Escalada UIAA. Din 2007, aceasta este desfășurată sub auspiciile IFSC.

## Desfășurare
Fiecare etapă constă din trei runde, calificare, semifinală și finală, care au loc de obicei pe parcursul a două zile: în prima zi a calificările iar următoarea semifinalele (dimineața) și finalele (după-amiaza). La competiție participă maximum trei bărbați și trei femei pentru fiecare echipă națională, cu câteva excepții; națiunea gazdă are dreptul la un număr dublu de partecipanți. Primii zece bărbați și femei din clasamentul mondial sunt numărați separat.

## Sistemul de notare
În fiecare etapă punctele sunt atribuite primilor treizeci de sportivi clasificați în ordine descrescătoare și care, adunate împreună, desemnează câștigătorul Cupei Mondiale de Specialitate și Generale la sfârșitul sezonului. Când etapele sunt șase sau mai multe, sunt adunate numărul de curse minus una, astfel încât un atlet care a concurat în toate etapele poate să-și elimine cel mai slab scor.
| Poziție | 1°  | 2° | 3° | 4° | 5° | 6° | 7° | 8° | 9° | 10° | 11° | 12° | 13° | 14° | 15° | 16° | 17° | 18° | 19° | 20° | 21° | 22° | 23° | 24° | 25° | 26° | 27° | 28° | 29° | 30° | 31°  | 32° | 33°  | 34° | 35°  | 36° | 37°  | 38° | 39°  | 40° |
| Puncte  | 100 | 80 | 65 | 55 | 51 | 47 | 43 | 40 | 37 | 34  | 31  | 28  | 26  | 24  | 22  | 20  | 18  | 16  | 14  | 12  | 10  | 9   | 8   | 7   | 6   | 5   | 4   | 3   | 2   | 1   | 0.95 | 0.9 | 0.85 | 0.8 | 0.75 | 0.7 | 0.65 | 0.6 | 0.55 | 0.5 |

## Rezultate bărbați

### Lead
| An   | 1°                       | 2°                       | 3°                         |
| ---- | ------------------------ | ------------------------ | -------------------------- |
| 1989 | Simon Nadin              | Didier Raboutou          | Jerry Moffatt              |
| 1990 | François Legrand         | Jacky Godoffe            | Jim Karn                   |
| 1991 | François Legrand         | François Lombard         | Yuji Hirayama              |
| 1992 | François Legrand         | Luca Zardini             | Jean-Baptiste Tribout      |
| 1993 | François Legrand         | François Petit           | Yuji Hirayama              |
| 1994 | François Lombard         | François Legrand         | Jean-Baptiste Tribout      |
| 1995 | François Petit           | François Legrand         | Arnaud Petit               |
| 1996 | Arnaud Petit             | François Petit           | Cristian Brenna            |
| 1997 | François Legrand         | Arnaud Petit             | François Petit             |
| 1998 | Yuji Hirayama            | Cristian Brenna          | Yevgen Kryvosheytsev       |
| 1999 | François Petit           | François Legrand         | Andreas Bindhammer         |
| 2000 | Yuji Hirayama            | Alexandre Chabot         | Cristian Brenna            |
| 2001 | Alexandre Chabot         | Gérome Pouvreau          | Tomás Mrázek               |
| 2002 | Alexandre Chabot         | Tomás Mrázek             | Gérome Pouvreau            |
| 2003 | Alexandre Chabot         | Ramón Julián Puigblanque | François Auclair           |
| 2004 | Tomás Mrázek             | Alexandre Chabot         | Flavio Crespi              |
| 2005 | Flavio Crespi            | Jorg Verhoeven           | Cédric Lachat              |
| 2006 | Patxi Usobiaga           | David Lama               | Flavio Crespi Tomás Mrázek |
| 2007 | Patxi Usobiaga           | Ramón Julián Puigblanque | Tomás Mrázek               |
| 2008 | Jorg Verhoeven           | Tomás Mrázek             | Ramón Julián Puigblanque   |
| 2009 | Adam Ondra               | Patxi Usobiaga           | Sachi Amma                 |
| 2010 | Ramón Julián Puigblanque | Jakob Schubert           | Adam Ondra                 |
| 2011 | Jakob Schubert           | Ramón Julián Puigblanque | Sachi Amma                 |
| 2012 | Sachi Amma               | Ramón Julián Puigblanque | Jakob Schubert             |
| 2013 | Sachi Amma               | Jakob Schubert           | Ramón Julián Puigblanque   |
| 2014 | Jakob Schubert           | Sean McColl              | Adam Ondra                 |
| 2015 | Adam Ondra               | Gautier Supper           | Jakob Schubert             |
| 2016 | Domen Skofic             | Jakob Schubert           | Romain Desgranges          |
| 2017 | Romain Desgranges        | Stefano Ghisolfi         | Keiichiro Korenaga         |
| 2018 | Jakob Schubert           | Stefano Ghisolfi         | Romain Desgranges          |
| 2019 | Adam Ondra               | Alberto Ginés López      | Sean McColl                |
| 2021 | Stefano Ghisolfi         | Sean Bailey              | Masahiro Higuchi           |

### Boulder
| An   | 1°                   | 2°                   | 3°                       |
| ---- | -------------------- | -------------------- | ------------------------ |
| 1999 | Christian Core       | Serik Kazbekov       | Jérôme Meyer             |
| 2000 | Pedro Pons           | Salavat Rachmetov    | Daniel Du Lac            |
| 2001 | Jérôme Meyer         | Mauro Calibani       | Daniel Andrada           |
| 2002 | Christian Core       | Malcolm Smith        | Jérôme Meyer             |
| 2003 | Jérôme Meyer         | Salavat Rachmetov    | Daniel Du Lac            |
| 2004 | Daniel Du Lac        | Kilian Fischhuber    | Jérôme Meyer             |
| 2005 | Kilian Fischhuber    | Jérôme Meyer         | Daniel Du Lac            |
| 2006 | Jérôme Meyer         | Kilian Fischhuber    | Gérome Pouvreau          |
| 2007 | Kilian Fischhuber    | Dmitrij Šarafutdinov | Stephane Julien          |
| 2008 | Kilian Fischhuber    | David Lama           | Dmitrij Šarafutdinov     |
| 2009 | Kilian Fischhuber    | Rustam Gelmanov      | Gabriele Moroni          |
| 2010 | Adam Ondra           | Kilian Fischhuber    | Tsukuru Hori             |
| 2011 | Kilian Fischhuber    | Dmitrij Šarafutdinov | Guillaume Glairon Mondet |
| 2012 | Rustam Gelmanov      | Kilian Fischhuber    | Jakob Schubert           |
| 2013 | Dmitrij Šarafutdinov | Jakob Schubert       | Sean McColl              |
| 2014 | Jan Hojer            | Dmitrij Šarafutdinov | Guillaume Glairon Mondet |
| 2015 | Jongwon Chon         | Jan Hojer            | Adam Ondra               |
| 2016 | Tomoa Narasaki       | Kokoro Fujii         | Alexey Rubtsov           |
| 2017 | Jongwon Chon         | Tomoa Narasaki       | Alexey Rubtsov           |
| 2018 | Jernej Kruder        | Tomoa Narasaki       | Rei Sugimoto             |
| 2019 | Tomoa Narasaki       | Adam Ondra           | Yoshiyuki Ogata          |
| 2021 | Yoshiyuki Ogata      | Kokoro Fujii         | Adam Ondra               |

### Speed
| An   | 1°                    | 2°                    | 3°                    |
| ---- | --------------------- | --------------------- | --------------------- |
| 1998 | Andrey Vedenmeer      | Vladimir Netsvetaev   | Alexei Kozlov         |
| 1999 | Tomasz Oleksy         | Vladislav Baranov     | Vladimir Zakharov     |
| 2000 | Andrey Vedenmeer      | Iakov Soubbotine      | Vladimir Zakharov     |
| 2001 | Maksym Styenkovyy     | Alexandre Chaoulsky   | Alexander Peshekhonov |
| 2002 | Alexander Peshekhonov | Maksym Styenkovyy     | Sergej Sinicyn        |
| 2003 | Tomasz Oleksy         | Alexander Peshekhonov | Iakov Soubbotine      |
| 2004 | Sergej Sinicyn        | Evgenij Vajcechovskij | Alexander Peshekhonov |
| 2005 | Evgenij Vajcechovskij | Sergej Sinicyn        | Tomasz Oleksy         |
| 2006 | Evgenij Vajcechovskij | Sergej Sinicyn        | Alexander Peshekhonov |
| 2007 | Sergej Sinicyn        | Evgenij Vajcechovskij | Alexander Kosterin    |
| 2008 | Evgenij Vajcechovskij | Sergej Sinicyn        | Qixin Zhong           |
| 2009 | Sergej Sinicyn        | Sergey Abdrakhmanov   | Evgenij Vajcechovskij |
| 2010 | Stanislav Kokorin     | Evgenij Vajcechovskij | Libor Hroza           |
| 2011 | Lukasz Swirk          | Sergej Sinicyn        | Sergey Abdrakhmanov   |
| 2012 | Stanislav Kokorin     | Danyl Boldyrev        | Yaroslav Gontaryk     |
| 2013 | Stanislav Kokorin     | Libor Hroza           | Qixin Zhong           |
| 2014 | Danyl Boldyrev        | Libor Hroza           | Marcin Dzienski       |
| 2015 | Qixin Zhong           | Libor Hroza           | Danyl Boldyrev        |
| 2016 | Marcin Dzienski       | Stanislav Kokorin     | Danyl Boldyrev        |
| 2017 | Vladislav Deulin      | Reza Alipour          | Ludovico Fossali      |
| 2018 | Bassa Mawem           | Danyl Boldyrev        | Dimitrii Timofeev     |
| 2019 | Bassa Mawem           | Vladislav Deulin      | Alfian Muhammad       |
| 2021 | Veddriq Leonardo      | Kiromal Katibin       | Marcin Dzieński       |

### Combinată
| An   | 1°                | 2°                 | 3°                           |
| ---- | ----------------- | ------------------ | ---------------------------- |
| 1999 | François Petit    | Daniel Andrada     | Tomasz Oleksy                |
| 2000 | Alexandre Chabot  | Salavat Rachmetov  | Serik Kazbekov               |
| 2001 | Alexandre Chabot  | Serik Kazbekov     | Kilian Fischhuber            |
| 2002 | Maksym Styenkovyy | Serik Kazbekov     | Kilian Fischhuber            |
| 2003 | Tomasz Oleksy     | Evgeny Ovchinnikov | Serik Kazbekov Cédric Lachat |
| 2004 | Kilian Fischhuber | Flavio Crespi      | Gérome Pouvreau              |
| 2005 | Tomasz Oleksy     | Kilian Fischhuber  | Dmitrij Šarafutdinov         |
| 2006 | Tomás Mrázek      | David Lama         | Kilian Fischhuber            |
| 2007 | Jorg Verhoeven    | Tomás Mrázek       | Kilian Fischhuber            |
| 2008 | David Lama        | Jorg Verhoeven     | Tomás Mrázek                 |
| 2009 | Adam Ondra        | Sachi Amma         | Klemen Becan                 |
| 2010 | Adam Ondra        | Jakob Schubert     | Sachi Amma                   |
| 2011 | Jakob Schubert    | Sean McColl        | Klemen Becan                 |
| 2012 | Jakob Schubert    | Sean McColl        | Sachi Amma                   |
| 2013 | Jakob Schubert    | Sean McColl        | Sachi Amma                   |
| 2014 | Sean McColl       | Adam Ondra         | Domen Skofic                 |
| 2015 | Adam Ondra        | Sean McColl        | Domen Skofic                 |
| 2016 | Sean McColl       | Jakob Schubert     | Kokoro Fujii                 |
| 2017 | Tomoa Narasaki    | Jongwon Chon       | Kokoro Fujii                 |
| 2018 | Jakob Schubert    | Tomoa Narasaki     | Kokoro Fujii                 |
| 2019 | Tomoa Narasaki    | Adam Ondra         | Jakob Schubert               |
| 2021 | Tomoa Narasaki    | Adam Ondra         | Jakob Schubert               |

## Rezultate femei

### Lead
| An   | 1ª                           | 2ª                 | 3ª                           |
| ---- | ---------------------------- | ------------------ | ---------------------------- |
| 1989 | Nanette Raybaud              | Luisa Iovane       | Robyn Erbesfield             |
| 1990 | Isabelle Patissier Lynn Hill | -                  | Nanette Raybaud              |
| 1991 | Isabelle Patissier           | Susi Good          | Robyn Erbesfield             |
| 1992 | Robyn Erbesfield             | Isabelle Patissier | Lynn Hill                    |
| 1993 | Robyn Erbesfield             | Susi Good          | Elena Ovtchinnikova          |
| 1994 | Robyn Erbesfield             | Isabelle Patissier | Natalie Richer               |
| 1995 | Robyn Erbesfield             | Laurence Guyon     | Liv Sansoz                   |
| 1996 | Liv Sansoz                   | Laurence Guyon     | Stéphanie Bodet              |
| 1997 | Muriel Sarkany               | Liv Sansoz         | Stéphanie Bodet              |
| 1998 | Liv Sansoz                   | Muriel Sarkany     | Stéphanie Bodet              |
| 1999 | Muriel Sarkany               | Liv Sansoz         | Martina Cufar                |
| 2000 | Muriel Sarkany               | Liv Sansoz         | Stéphanie Bodet              |
| 2001 | Muriel Sarkany               | Martina Cufar      | Sandrine Levet               |
| 2002 | Muriel Sarkany               | Sandrine Levet     | Martina Cufar                |
| 2003 | Muriel Sarkany               | Sandrine Levet     | Angela Eiter                 |
| 2004 | Angela Eiter                 | Muriel Sarkany     | Alexandra Eyer Natalija Gros |
| 2005 | Angela Eiter                 | Maja Vidmar        | Caroline Ciavaldini          |
| 2006 | Angela Eiter                 | Sandrine Levet     | Caroline Ciavaldini          |
| 2007 | Maja Vidmar                  | Angela Eiter       | Muriel Sarkany               |
| 2008 | Johanna Ernst                | Maja Vidmar        | Mina Markovic                |
| 2009 | Johanna Ernst                | Jain Kim           | Maja Vidmar                  |
| 2010 | Jain Kim                     | Mina Markovic      | Angela Eiter                 |
| 2011 | Mina Markovic                | Jain Kim           | Maja Vidmar                  |
| 2012 | Mina Markovic                | Jain Kim           | Johanna Ernst                |
| 2013 | Jain Kim                     | Mina Markovic      | Momoka Oda                   |
| 2014 | Jain Kim                     | Mina Markovic      | Magdalena Röck               |
| 2015 | Mina Markovic                | Jain Kim           | Jessica Pilz                 |
| 2016 | Janja Garnbret               | Anak Verhoeven     | Jain Kim                     |
| 2017 | Janja Garnbret               | Jain Kim           | Anak Verhoeven               |
| 2018 | Janja Garnbret               | Jessica Pilz       | Jain Kim                     |
| 2019 | Chaehyun Seo                 | Janja Garnbret     | Natsuki Tanii                |
| 2021 | Janja Garnbret               | Natalia Grossman   | Laura Rogora                 |

### Boulder
| An   | 1ª                                         | 2ª               | 3ª               |
| ---- | ------------------------------------------ | ---------------- | ---------------- |
| 1999 | Stéphanie Bodet                            | Elena Choumilova | Sandrine Levet   |
| 2000 | Sandrine Levet                             | Elena Choumilova | Delphine Martin  |
| 2001 | Sandrine Levet                             | Myriam Motteau   | Corinne Theroux  |
| 2002 | Myriam Motteau Nataliya Perlova Lisa Rands |                  |                  |
| 2003 | Sandrine Levet                             | Olga Bibik       | Nataliya Perlova |
| 2004 | Sandrine Levet                             | Olga Bibik       | Yulia Abramchuk  |
| 2005 | Sandrine Levet                             | Olga Bibik       | Yulia Abramchuk  |
| 2006 | Olga Bibik                                 | Juliette Danion  | Anna Stöhr       |
| 2007 | Juliette Danion                            | Olga Shalagina   | Natalija Gros    |
| 2008 | Anna Stöhr                                 | Akiyo Noguchi    | Yulia Abramchuk  |
| 2009 | Akiyo Noguchi                              | Anna Stöhr       | Natalija Gros    |
| 2010 | Akiyo Noguchi                              | Anna Stöhr       | Chloé Graftiaux  |
| 2011 | Anna Stöhr                                 | Akiyo Noguchi    | Alex Puccio      |
| 2012 | Anna Stöhr                                 | Akiyo Noguchi    | Shauna Coxsey    |
| 2013 | Anna Stöhr                                 | Akiyo Noguchi    | Alex Puccio      |
| 2014 | Akiyo Noguchi                              | Shauna Coxsey    | Anna Stöhr       |
| 2015 | Akiyo Noguchi                              | Shauna Coxsey    | Miho Nonaka      |
| 2016 | Shauna Coxsey                              | Miho Nonaka      | Melissa Le Neve  |
| 2017 | Shauna Coxsey                              | Janja Garnbret   | Akiyo Noguchi    |
| 2018 | Miho Nonaka                                | Akiyo Noguchi    | Fanny Gibert     |
| 2019 | Janja Garnbret                             | Akiyo Noguchi    | Fanny Gibert     |
| 2021 | Natalia Grossman                           | Janja Garnbret   | Oriane Bertone   |

### Speed
| An   | 1ª                | 2ª                    | 3ª                    |
| ---- | ----------------- | --------------------- | --------------------- |
| 1998 | Olga Zakharova    | Alena Ostapenko       | Nataliya Perlova      |
| 1999 | Olga Zakharova    | Alena Ostapenko       | Zosia Podgorbounskikh |
| 2000 | Olena Ryepko      | Olga Zakharova        | Zosia Podgorbounskikh |
| 2001 | Olga Zakharova    | Agung Ethi Hendrawati | Zosia Podgorbounskikh |
| 2002 | Olena Ryepko      | Mayya Piratinskaya    | Valentina Yurina      |
| 2003 | Valentina Yurina  | Anna Stenkovaya       | Olena Ryepko          |
| 2004 | Tatiana Ruyga     | Anna Stenkovaya       | Agung Ethi Hendrawati |
| 2005 | Anna Stenkovaya   | Valentina Yurina      | Olga Evstigneeva      |
| 2006 | Tatiana Ruyga     | Valentina Yurina      | Anna Stenkovaya       |
| 2007 | Tatiana Ruyga     | Svitlana Tuzhylina    | Anna Stenkovaya       |
| 2008 | Edyta Ropek       | Olena Ryepko          | Svitlana Tuzhylina    |
| 2009 | Edyta Ropek       | Anna Stenkovaya       | Valentina Yurina      |
| 2010 | Yuliya Levochkina | Kseniia Alekseeva     | Edyta Ropek           |
| 2011 | Edyta Ropek       | Maria Krasavina       | Alina Gaydamakina     |
| 2012 | Alina Gaydamakina | Yuliya Levochkina     | Maria Krasavina       |
| 2013 | Alina Gaydamakina | Iuliia Kaplina        | Aleksandra Rudzinska  |
| 2014 | Maria Krasavina   | Iuliia Kaplina        | Anouck Jaubert        |
| 2015 | Maria Krasavina   | Anouck Jaubert        | Iuliia Kaplina        |
| 2016 | Iuliia Kaplina    | Anouck Jaubert        | Klaudia Buczek        |
| 2017 | Anouck Jaubert    | Iuliia Kaplina        | Maria Krasavina       |
| 2018 | Anouck Jaubert    | Aries Susanti Rahayu  | Iuliia Kaplina        |
| 2019 | Yiling Song       | Anouck Jaubert        | Aries Susanti Rahayu  |
| 2021 | Emma Hunt         | Patrycja Chudziak     | Aleksandra Mirosław   |

### Combinată
| An   | 1ª               | 2ª              | 3ª                                                |
| ---- | ---------------- | --------------- | ------------------------------------------------- |
| 1999 | Elena Choumilova | Stéphanie Bodet | Isabelle Bihr                                     |
| 2000 | Liv Sansoz       | Sandrine Levet  | Elena Choumilova                                  |
| 2001 | Sandrine Levet   | Martina Cufar   | Elena Choumilova Format:Bandiera Annatina Schultz |
| 2002 | Sandrine Levet   | Olga Zakharova  | Jenny Lavarda                                     |
| 2003 | Sandrine Levet   | Olga Bibik      | Barbara Bacher                                    |
| 2004 | Sandrine Levet   | Jenny Lavarda   | Alexandra Eyer                                    |
| 2005 | Sandrine Levet   | Anna Stenkovaya | Jenny Lavarda                                     |
| 2006 | Angela Eiter     | Natalija Gros   | Maja Vidmar                                       |
| 2007 | Natalija Gros    | Angela Eiter    | Svitlana Tuzhylina                                |
| 2008 | Akiyo Noguchi    | Johanna Ernst   | Natalija Gros                                     |
| 2009 | Akiyo Noguchi    | Jain Kim        | Johanna Ernst                                     |
| 2010 | Jain Kim         | Akiyo Noguchi   | Natalija Gros                                     |
| 2011 | Mina Markovic    | Jain Kim        | Akiyo Noguchi                                     |
| 2012 | Mina Markovic    | Jain Kim        | Akiyo Noguchi                                     |
| 2013 | Mina Markovic    | Akiyo Noguchi   | Momoka Oda                                        |
| 2014 | Akiyo Noguchi    | Mina Markovic   | Momoka Oda                                        |
| 2015 | Jain Kim         | Akiyo Noguchi   | Yuka Kobayashi                                    |
| 2016 | Janja Garnbret   | Akiyo Noguchi   | Jessica Pilz                                      |
| 2017 | Janja Garnbret   | Jain Kim        | Shauna Coxsey                                     |
| 2018 | Janja Garnbret   | Akiyo Noguchi   | Miho Nonaka                                       |
| 2019 | Janja Garnbret   | Akiyo Noguchi   | Jessica Pilz                                      |
| 2021 | Janja Garnbret   | Akiyo Noguchi   | Jessica Pilz                                      |